# Gastronomia criolla de Louisiana

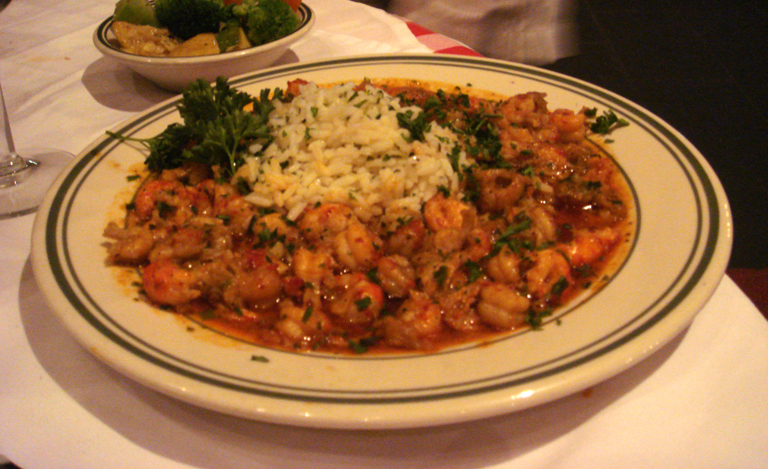
Cuina tradicional criolla/cajun amb l'Étouffée de cranc de riu d'un famós restaurant Cajun (Bon Ton Cafe) a Nova Orleans, Louisiana.

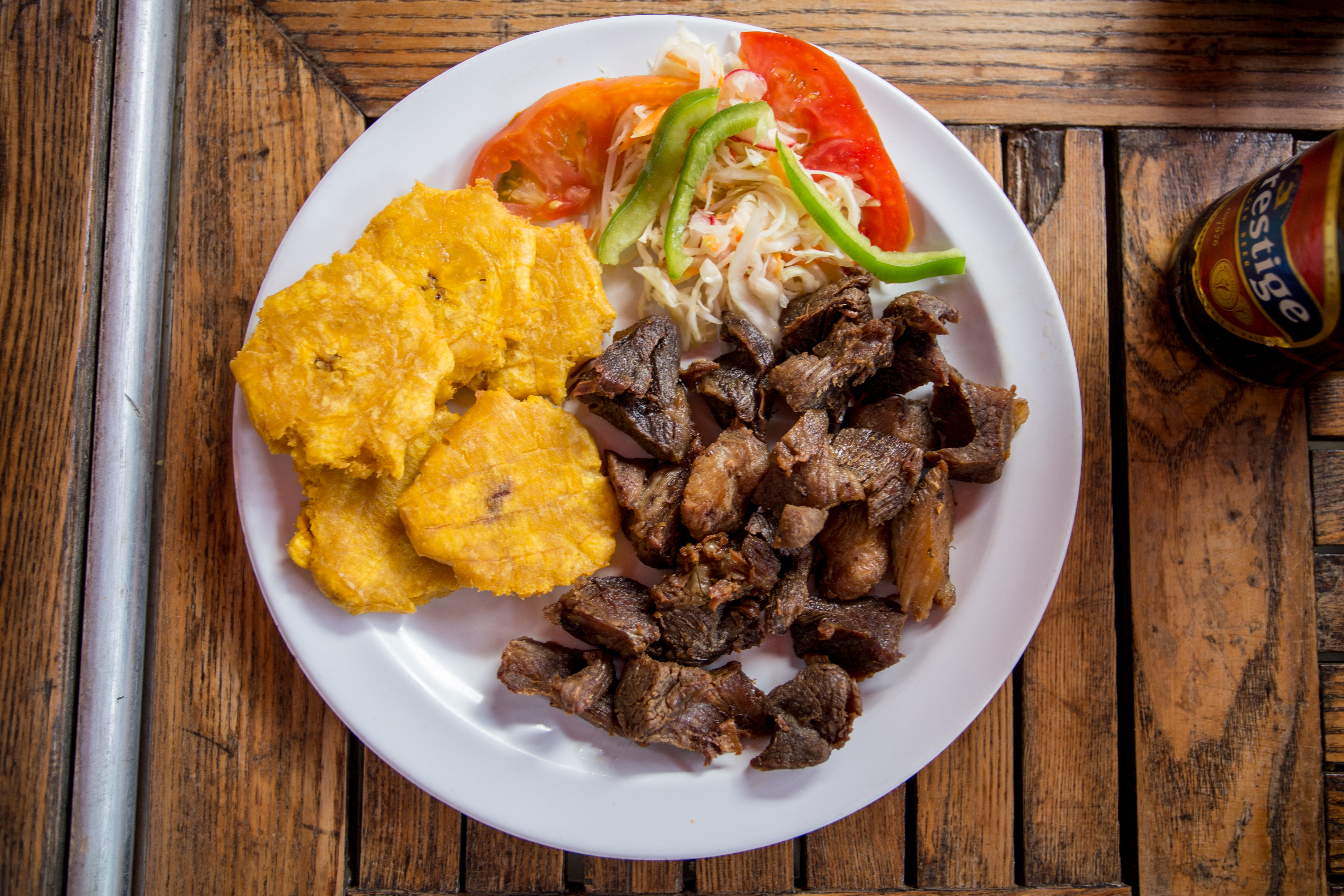
Griot haitià, un plat tradicional de la cuina criolla.

La gastronomia criolla de Louisiana és un estil de cuina originari de Louisiana (centrat en la zona de la Gran Nova Orleans) que barreja influències franceses, espanyoles, caribenyes, africanes, i estatunidenques. També inclou trets distintius de la cuina italiana.

## Característiques
És vagament semblant a la gastronomia cajun pels ingredients (com la santíssima trinitat), però amb la important distinció que la cuina cajun va sorgir de la tradició francesa més rústica i provinciana adaptada pels acadians als ingredients de la regió, mentre que la cuina dels criolls de Louisiana van tendir més cap a estils europeus clàssics adaptats als aliments locals. Parlant en general, la influència francesa en la cuina cajun procedeix de diverses cuines franceses de regions agricultores, mentre que la cuina criolla va evolucionar en les cases d'aristòcrates adinerades, o dels que els imitaven. Encara que en l'actualitat la gastronomia criolla està estretament identificada amb la cultura de Nova Orleans, gran part d'ella procedeix de les plantacions dels estats als quals eren tan afins els criolls d'abans de la Guerra Civil. (malgrat les seues arrels aristocràtiques franceses, la cuina criolla no inclou el garde manger ni altres estils extremadament fastuosos de la cuina parisenca clàssica.)
La influència canària sobre la cuina criolla està present en l'ús de vitets en l'ampli ús de suc de cítrics en les marinades, en la gran importància de l'arròs, i en la introducció dels fesols. Els canaris feien un gran ús del tomàquet, ingredient que no havia sigut freqüent en l'època francesa anterior. La pasta i les salses de tomàquet van arribar durant l'època en la qual Nova Orleans va ser destinació de la immigració italiana i grega (aproximadament entre 1815 i 1925). Molts italians es van fer botiguers, forners, fabricadors de formatge, i horticultors, i van influir així sobre la cuina criolla de Nova Orleans i la contornada. Les influències africanes i índies, que van ser importants, es van deure al fet que molts dels servents eren afroamericans o asiàtics, igual que molts dels cuiners de restaurants i cafeteries.
Els primers llibres de cuina criolla francesos i espanyols, daten de l'època anterior a la compra de la Louisiana. El primer llibre de cuina criolla en anglès va ser La Cuisine Creole: A Collection of Culinary Recipes, From Leading Chefs and Noted Creole Housewives, Who Have Made New Orleans Famous For Its Cuisine ('La cuina criolla: una col·lecció de receptes culinàries d'importants cuiners i famoses mestresses de casa criolles, que han fet a Nova Orleans famosa per la seua cuina'), escrit per Lafcadio Hearn i publicat el 1885.
En aquesta època, la cuina criolla ja era un estil regional identificable i reconegut fora de Louisiana: per exemple, un menú de 1882 d'un hotel de Florida actualment en la Biblioteca Pública de Nova York incloïa Chicken Saute, á la Creole ('pollastre saltejat a la criolla').
En els anys 80, la gastronomia cajun va agafar força, estimulada pel popular cuiner Paul Prudhomme. Va tindre com a conseqüència l'interès més enllà de les fronteres de l'estat per la gastronomia cajun, i molts turistes anaven a Nova Orleans esperant trobar cuina cajun allí (sense saber que la ciutat estava cultural i geogràficament separada de l'Acadiana), per la qual cosa diversos emprenedors van obrir o van reformar restaurants per a cobrir aquesta demanda.
Amb l'auge de la cuina meridional estatunidenca en els anys 1980, va començar a sorgir una nova cuina criolla (Nouvelle Creole). Aquest moviment es caracteritza en part per la renovada èmfasi en els ingredients frescos i en les receptes més lleugeres, i en part per la influència d'altres tradicions culinàries, incloent la cajun, la del sud i el sud-oest dels EUA, i en menor mesura per la del sud-est asiàtic. Mentre la voga del menjar cajun va acabar passant, la nova cuina criolla ha seguit sent una força predominant en la majoria dels principals restaurants de Nova Orleans.

## Plats clàssics

### Entrants
- Cranc ravigote
- Ostres Bienville
- Broquetes d'ostres
- Ostres Rockefeller
- Remolada de gamba

### Sopes
- Bisque de cranc de riu
- Gumbo
- Bisque de ostra i carxofa
- Sopa de tortuga
- Sopa de cua de bou

### Plats principals
- Étouffée de cranc de riu
- Jambalaia
- Fettuccine de cranc de riu
- Pompano en papillote
- Red beans and rice (fesols rojos i arrós)
- Gamba criolla
- Pollastre crioll
- Trout meunière amandine (truita a la meunière)
- Salsa piquante
- Pebrots farcits
- Salmó ennegrit
- Mirliton
- Pollastre rostit crioll
- Bisque de gamba
- Quiche
- Costelles o filets de porc smothered
- Encisam de creïlla

### Acompanyaments
- Maque choux
- Fesols rojos
- Arròs a la bruta
- Fesols verds amb creïlles

### Postres
- Plàtans Foster
- Púding de pa
- Lioneses
- King's Cake (Tortell)
- Doberge cake
- Pralines
- Pastís de pacanes
- Púding de plàtan
- Cobbler de bresquilla
- Cobbler d'albarzer

### Begudes
- Café Brûlot
- Llet i café
- Ramos Gin Fizz
- Sazerac

### Desdejunis
- Calas
- Ous Sardou
- Grits and grillades
- Rostes de Santa Teresa (Pain perdu)